# Walowy Żleb

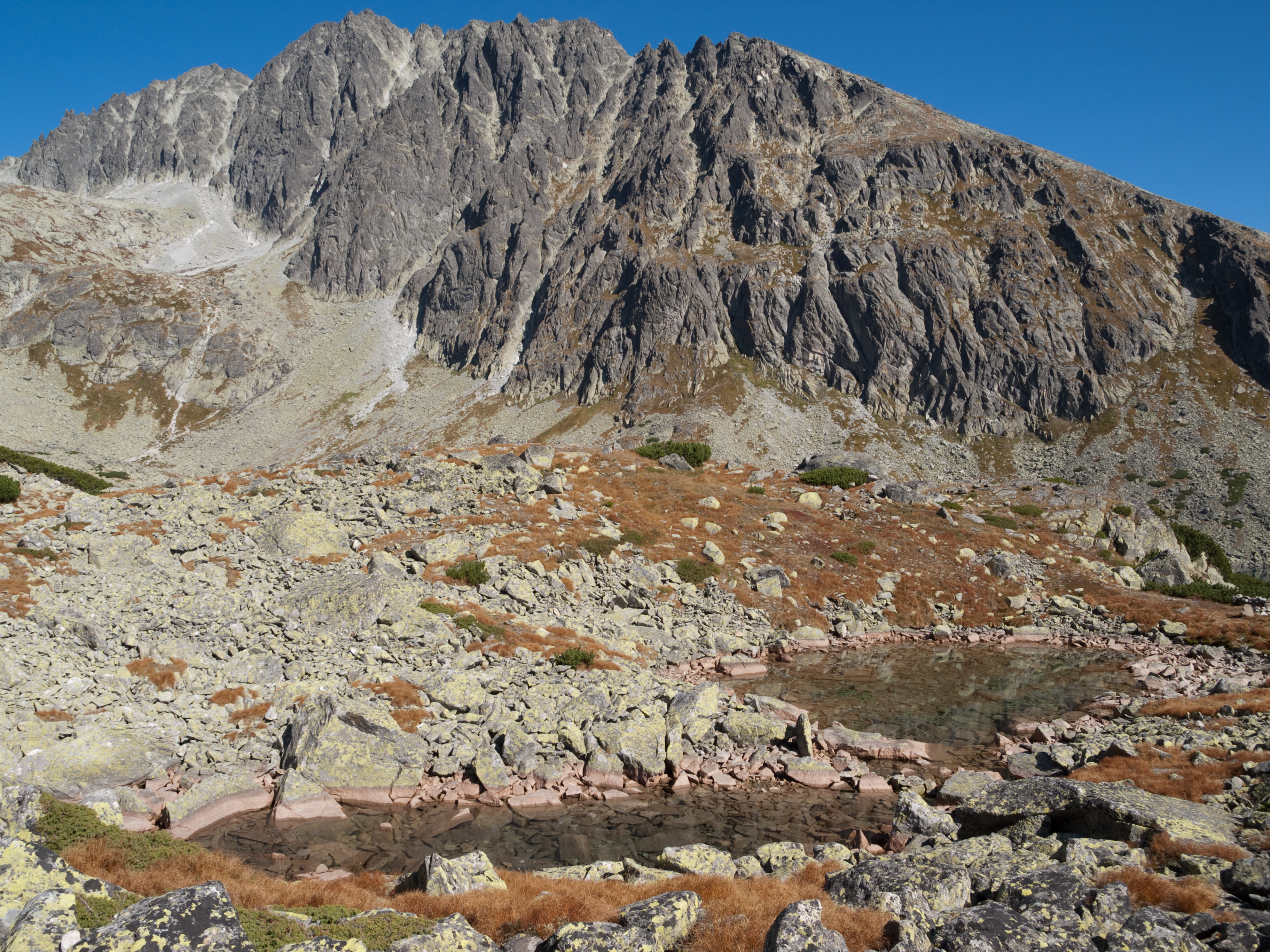
Walowy Żleb widoczny po lewej stronie zdjęcia (pierwszy większy żleb od lewej)

Walowy Żleb (słow. Valov žľab) – żleb w zachodniej ścianie masywu Gerlacha w słowackiej części Tatr Wysokich. Walowy Żleb opada spod Przełęczy Tetmajera i kieruje się na południowy zachód w stronę Wyżniej Batyżowieckiej Równi w Dolinie Batyżowieckiej. Walowym Żlebem nie wiodą żadne znakowane szlaki turystyczne, prowadzi przez niego taternicka droga zwana drogą Chmielowskiego, która prowadzi z Doliny Batyżowieckiej przez Przełęcz Tetmajera na główny wierzchołek Gerlacha.
Nazewnictwo Walowego Żlebu upamiętnia Jędrzeja Walę młodszego, który to dokonał pierwszego jego przejścia wraz z Januszem Chmielowskim.

## Historia
Pierwsze wejścia turystyczne Walowym Żlebem na Przełęcz Tetmajera:
- Janusz Chmielowski i Jędrzej Wala młodszy, 24 sierpnia 1895 r. – letnie,
- Gyula Hefty i Gyula Komarnicki, 9 lutego 1913 r. – zimowe.